# Małżeństwo osób tej samej płci w Dystrykcie Kolumbii
Dystrykt Kolumbii zagwarantował parom tej samej płci część praw, które do tej pory były zarezerwowane dla par płci przeciwnej, 11 czerwca 1992 roku, kiedy ustawa dotycząca służby zdrowia pozwoliła parom niepozostającym w związku małżeńskim, bez względu na płeć, na rejestrację związku. W 2009 Dystrykt przegłosował Ustawę uprawniającą pary tej samej płci do zawierania związków małżeńskich. Ustawa ta weszła w życie w marcu 2010.

## Ekonomiczne implikacje legalizacji małżeństw osób tej samej płci
Uniwersytet Kalifornijski w Los Angeles przeanalizował potencjalny wpływ legalizacji małżeństw tej samej płci na budżet Dystryktu Kolumbii. W studium zawarto twierdzenie, że umożliwienie osobom tej samej płci zawierania małżeństw spowoduje coroczne wpływy do budżetu w wysokości ponad 52 milionów dolarów. 

## Małżeństwa zawarte zagranicą Dystryktu
7 kwietnia 2009, tego samego dnia, kiedy Vermont zalegalizował małżeństwa osób tej samej płci, rada miejska Dystryktu Kolumbii przegłosowała jednogłośnie ustawę, dzięki której małżeństwa jednopłciowe zawarte poza Dystryktem Kolumbii będą uznawane na jego terytorium.